# Jyväskylä
Jyväskylä (IPA: ['jyʋæsˌkylæ]) és una ciutat al centre de Finlàndia, vora els llacs Päijänne i Keitele. Capital de la regió de Finlàndia Central, la ciutat és coneguda com a l'«Atenes de Finlàndia» pels nombrosos centres educatius, a més, hi ha diversos edificis dissenyats per Alvar Aalto, i és seu del Ral·li de Finlàndia i del Festival d'Arts de Jyväskylä.

## Història
Jyväskylä va ser fundada el 22 de març de 1837 pel tsar Nicolau I de Rússia i construïda del no res. La vila original era entre el llac Jyväsjärvi (que està connectat al llac Päijänne) i Harju, el puig de Jyväskylä, i consistia en la major part del centre urbà actual. A començaments del segle XX la ciutat s'expandí en diverses onades. La major ampliació fou després de la Guerra de Continuació (Segona Guerra Mundial), quan els refugiats de Carèlia i d'arreu del país hi foren hostatjats. Avui en dia Jyväskylä creix en uns 1.000 habitants per any.

## Centres educatius
Jyväskylä ha sigut pionera en l'àmbit educatiu:
- El primer institut en finès, (1858)
- El primer col·legi de mestres en finès, (1863)
- El primer col·legi per a xiques en finès, (1864)
- La primera universitat d'estiu de Finlàndia, (1914)

Arran de tot això, Jyväskylä rep el malnom d'Atenes de Finlàndia.
El col·legi de mestres va esdevenir el Col·legi d'Educació el 1934, i el 1966 es va convertir en la multidisciplinària Universitat de Jyväskylä, una de les més populars de tota Finlàndia. La xifra d'estudiants a la ciutat arriba als 40.000.

## Esports
- Jyväskylä és seu del Ral·li de Finlàndia.
- El JYP de Jyväskylä és l'equip d'hoquei sobre gel professional de la ciutat.

## Personatges il·lustres
- Harri Rovanperä, conductor de ral·lis.
- Henri Toivonen, conductor de ral·lis.
- Matti Vanhanen, primer ministre de Finlàndia (2003-2010)

## Curiositats
- L'asteroide 1500 Jyväskylä rep el nom per la ciutat del seu descobridor, el finlandès Yrjö Väisälä.

## Ciutats agermanades
Jyväskylä manté una relació d'agermanament amb les següents ciutats:
- Debrecen (Hongria), des del 1970
- Esbjerg (Dinamarca), des del 1947
- Eskilstuna (Suècia), des del 1947
- Fjarðabyggð (Islàndia), des del 1958
- Iaroslavl (Rússia), des del 1966
- Niiza (Japó), des del 1997
- Potsdam (Alemanya), des del 1985
- Poznan (Polònia), des del 1974
- Stavanger (Noruega), des del 1947
- Mudanjiang (Xina), des del 1988
- Kunming (Xina), des del 2005
- municipi rural de Tartu (Estònia), des del 1991
- Ning'an (Xina)